# Martin McGartland
Martin McGartland (* 30. Januar 1970 in Belfast)
ist ein ehemaliger Angehöriger der Irish Republican Army, kurz IRA, der sich als Agent vom britischen Geheimdienst MI5 anwerben ließ. Nach seiner Enttarnung als Spion durch IRA-Genossen im Jahre 1991 wurde er auf die britische Hauptinsel gebracht. Dort lebte er acht Jahre unbehelligt unter neuem Namen. Ein Attentat überlebte er 1999 schwer verletzt, seither wechselt er seine Identität und seinen Wohnsitz regelmäßig.

## Jugend
Hineingeboren in eine streng irisch-republikanische, katholische Familie wuchs McGartland bei seiner Mutter zusammen mit seinem Bruder Joe und seinen Schwestern Elizabeth und Catherine auf.
Eine Sozialwohnung in Moyard, am westlichen Stadtrand von Belfast, war sein Zuhause. Martin, Spitzname Marty, besuchte die Grundschule „Vere Foster“ und später die weiterführende Schule „St. Thomas“. Er galt als Lausbub, der für verschiedene Streiche bekannt war.
Moyard liegt im berühmt-berüchtigten Stadtteil Ballymurphy. Die von McGartland hautnah miterlebten Bombenanschläge und Schießereien der IRA ließen ihn nach eigener Aussage schnell erwachsen werden. Er schloss sich den älteren Jungs seines Viertels an, die die britische Armee oder auch protestantische Jugendliche durch Steinwürfe provozierten.
Seine Schwester Catherine war eines von vielen Kindern, die von der IRA für das Schleusen von Waffen innerhalb des Belfaster Bezirks Ballymurphy eingesetzt wurden. Sie starb später bei einem Unfall, bei dem sie durch ein Oberlicht ihrer Schule stürzte.
In seiner Zeit als Teenager war Martin mit einem obdachlosen Mann namens Oliver befreundet, der Unterschlupf im leerstehenden Old Broadway Cinema in der Falls Road fand. McGartland unterstützte den Mann mit Nahrung und Geld.
McGartlands erster Job war Zeitungen austragen, danach betätigte er sich als Milchlieferant.

## Erste Agententätigkeit
Polizeibekannt wurde er anfänglich wegen Kleinkriminalität. Aber auch die Sittenwächter der IRA wurden auf ihn aufmerksam; deren Schlägertrupps konnte er jedoch immer entkommen. Seit den späten 1970er Jahren wurden Katholiken unter Druck gesetzt, Straftaten der Sinn Féin anstatt der Polizei zu melden. Die Sinn Féin gilt als politischer Arm der IRA. So kam es, dass die IRA die Rolle eines Gesetzeshüters in den katholischen Vierteln übernahm. Angewidert von der Gewalt gegen kleinkriminelle  Jugendliche seines Standes erklärte er sich im Alter von 16 Jahren bereit, der Polizei Informationen über lokale IRA-Mitglieder zu liefern. Auf diese Weise konnten etliche Angriffe auf Sicherheitskräfte verhindert werden. Bei der nordirischen Polizei (RUC) erhielt er den internen Codenamen Agent Carol.
Zur gleichen Zeit – 1986 – beschäftigte ihn die IRA als Wachtposten in einer Schutzgelderpressung. Seine Aufgabe war es, eine Baustelle in Ballymurphy, die unter dem Schutz der IRA stand, zu bewachen.
Danach arbeitete er für ein lokales Taxiunternehmen ohne Fahrerlizenz. Einen bestimmten Anteil seiner Einnahmen musste er an die IRA abtreten. In seiner Biografie Fifty Dead Men Walking berichtet McGartland, dass er gelegentlich die Kameraden des Schlägertrupps zu ihren Einsatzorten fuhr und sie dabei über ihre Gewalttaten prahlen hörte. Viele der Opfer waren unschuldig und hatten auf irgendeine andere Weise den Zorn der IRA auf sich gezogen. Zu den Strafmaßnahmen gehörte zum Beispiel das Brechen der Beine.

## Aufnahme in die IRA
Davy Adams, führender Kopf der IRA und Neffe des Sinn-Fein-Vorsitzenden Gerry Adams, zeigte Interesse an dem jungen McGartland und konnte ihn im Herbst 1989 als neues Mitglied gewinnen. Die Empfehlung kam von Harry Fitzsimmons, einem Jugendfreund McGartlands, den er des Öfteren durch Belfast chauffierte. Fitzsimmons war damals bereits aktiv an Sprengstoffanschlägen der IRA beteiligt. McGartlands erste Aufgabe war es, das Haus eines bekannten Ulster-Funktionärs zu überprüfen.
McGartland hatte den Rang eines Lieutenant in der IRA Belfast Intelligence unit. Er arbeitete hauptsächlich für Davy Adams, fuhr ihn zu Treffen oder zum Ausspähen potentieller Anschlagsziele. An McGartlands Wagen war ein spezielles Ortungsgerät angebracht.
Von 1989 bis 1991 lieferte er Informationen über geplante Anschläge und sonstige IRA-Aktivitäten an die Sondereinheit der britischen Polizei, genannt Special Branch. Während dieser Zeit hatte er täglich Kontakt zu IRA-Mitgliedern, sowohl zu denen, die Anschläge vorbereiteten als auch zu denen, die sie ausführten. Innerhalb der IRA konnte er zwei Jahre lang den Eindruck eines loyalen Mitglieds aufrechterhalten. Auch gelang es ihm, sein Doppelleben vor seiner Lebensgefährtin, mit der er zwei Söhne hat, geheim zu halten.
Eine enge Zusammenarbeit verband ihn mit Rosena Brown, einer bedeutenden und hochgebildeten Mitarbeiterin mit dem Rang IRA Intelligence Officer. Im bürgerlichen Leben war sie eine Schauspielerin aus Belfast.
Während seiner Arbeit in der IRA Intelligence lernte McGartland neben den Kommandostrukturen auch interne Abläufe in Sachen Finanzierung, Waffenbeschaffung, Aufklärung und detaillierte Planung von Operationen kennen. Er fand heraus, dass IRA-Sympathisanten verschiedene öffentliche Institutionen und Unternehmen unterwanderten und sich zahlreiche IRA-Mitglieder durch die Aneignung von EDV-Kenntnissen Zugang zu Informationen über Personen des öffentlichen Lebens verschafften. Das betraf etwa Politiker, Anwälte, Richter, Sicherheitskräfte, Gefängniswärter und Paramilitärs der Gegenseite.
Obwohl McGartland durch seine Informationen viele der geplanten Attentate verhinderte, einschließlich eines Sprengstoffanschlags auf zwei Lastwagen mit britischen Soldaten zwischen Stranraer und Larne, konnte er zu seinem großen Bedauern das Leben des 21-jährigen britischen Soldaten Tony Harrison nicht schützen. Die IRA erschoss Harrison im Juni 1991 in Ost-Belfast während seiner Hochzeitsvorbereitungen. McGartland steuerte zwar den Fluchtwagen der Attentäter, wurde aber so spät in die Operation eingeweiht, dass ihm keine Zeit blieb, seinen Kontaktmann bei der Polizei über die konkrete Zielperson zu informieren. Der Taxifahrer Noel Thompson, ein Sympathisant der Republikaner, welcher Harrison vom Flughafen Belfast abholte und anschließend die IRA über dessen Aufenthaltsort informierte, wurde später zu zwölf Jahren Haft wegen Beihilfe zum Mord verurteilt.

## Enttarnung
Im selben Jahr, 1991, lieferte McGartland Informationen über eine geplante Massenerschießung in Charlie Heggarty’s Pub in Bangor, wo britische Soldaten nach einem Fußballspiel zwischen Gefängniswärtern oft einkehrten. Die Polizei fing daraufhin die Waffenlieferung ab, die für den Anschlag gedacht war und nahm die beiden Kuriere fest. McGartland war somit als Spion enttarnt.
Aus den Aufzeichnungen des Leiters der nordirischen Polizei Counter-Surveillance Unit, Ian Phoenix (†), geht hervor, dass McGartland und mehrere seiner Kontaktleute bei der Polizei davon abgeraten hatten, den Waffentransport zu stoppen. Einerseits könnten die IRA-Schützen, die den Anschlag durchführen sollen, gewarnt werden und entkommen, andererseits würde das McGartlands Leben in Gefahr bringen. Es war hinreichend bekannt, dass die Strafe für das Ausspionieren der IRA ein Verhör unter Folter und die anschließende Hinrichtung war. Sobald der Verdächtige ein erzwungenes Geständnis abgelegt hatte, wurde er durch zwei Schüsse in den Hinterkopf getötet. Dabei spielte es keine Rolle, ob sich das Opfer für schuldig oder nicht schuldig bekennt.
Nachdem seine Agententätigkeit nun aufgeflogen war, entführten ihn im August 1991 Jim McCarthy (Spitzname Boot) und Paul Hamilton (Spitzname Chico), zwei IRA-Männer mit Vorstrafen wegen paramilitärischer Aktivitäten. In einer Wohnung im Belfaster Randbezirk Twinbrook wurde McGartland verhört und gefoltert. In einem unbeaufsichtigten Moment gelang ihm die Flucht durch einen Sprung aus dem Fenster der Wohnung im dritten Stock, wobei er sich eine schwere Kopfverletzung zuzog. Später sagte McGartland aus, McCarthy und Hamilton seien Informanten der Polizei gewesen, basierend auf seinen persönlichen Beobachtungen während seiner Entführung. Diese Behauptungen wurden aber von beiden Männern stets vehement bestritten.

## Leben im Exil
McGartland siedelte nach England über und kaufte sich von den ca. 100.000 britischen Pfund, die er von der britischen Regierung erhielt, an Englands Ostküste ein Haus. Mit neuer Identität als Martin Ashe begann er im beschaulichen Whitley Bay mit seiner Lebensgefährtin Jo Asher ein neues Leben. Als Folge der Folterung leidet er an psychischen Störungen. Eine psychotherapeutische Behandlung wurde ihm entzogen, obwohl ein psychiatrischer Amtsarzt eine behandlungsbedürftige Erkrankung bescheinigte. 1992 scheiterte er bei seinem Versuch, Schmerzensgeld für seine Verletzungen zu erhalten, die er bei der Folterung durch die IRA erlitt. Es existiert allerdings ein Interview aus dem Jahr 2003, in dem er von 50.000 £ Schmerzensgeld spricht.
Drei Jahre nach dem Wegzug aus seiner Heimat Nordirland erhielt seine Mutter eine makabre Beileidskarte, die Martins Tod beklagte. Im Jahr 1997 wurde seine wahre Identität durch die Polizei von Northumbria im Zuge eines Verkehrsdeliktes (Geschwindigkeitsüberschreitung) aufgedeckt, da er zu seinem Schutz mehrere Führerscheine auf verschiedene Namen ausgestellt bei sich trug. Das sollte ihm zwei Jahre später zum Verhängnis werden (siehe nachfolgender Abschnitt). McGartland wurde zu einer Geldstrafe verurteilt; der Vorwurf der Irreführung der Justiz wurde aufgrund seiner besonderen Vorgeschichte fallengelassen.
Im Juni 1997 strahlte die BBC eine Fernsehdokumentation über seine Geschichte aus. Der Journalist Kevin Myers würdigt McGartland als Held und die Zeitung Sunday Express bezeichnet ihn als einen „real-life James Bond“.
1997 veröffentlichte McGartland seine erste Biografie Fifty Dead Men Walking.
Der Titel beziffert die Anzahl von Leben, die er nach eigenen Angaben durch seine Informantentätigkeit retten konnte.

## Attentat
Trotz neuer Identität spürten ihn IRA-Männer in seinem Haus auf und verletzten ihn am 17. Juni 1999 schwer durch sechs Schüsse in Brust, Bauch, Oberschenkel und Hand.
Seine Nachbarn leisteten vor Ort Erste Hilfe und brachten ihn ins Krankenhaus, wo er sich auf der Intensivstation von seinen Verletzungen erholte. Nachdem klar war, dass der Anschlag von der IRA verübt worden war, wurde McGartland mit einem gepanzerten Fahrzeug in eine andere Klinik verlegt und rund um die Uhr von zwölf Polizisten bewacht. Die Gesamtkosten für medizinische Behandlung, Personenschutz und Tätersuche betrugen 1,5 Mio. £. Als Verdächtiger wurde das IRA-Mitglied Scott Monaghan vorübergehend festgenommen. Er wurde jedoch nie angeklagt; die am Tatort gewonnenen DNA-Spuren konnten ihm offensichtlich nicht zugeordnet werden.
Seit seiner Ankunft in England bat McGartland die Polizei mehrfach um die Löschung seiner wahren Identität aus dem elektronischen Datenbestand, wurde jedoch stets abgewiesen. „Die Behörden haben ihm immer gesagt, er sei absolut sicher. Nun hat sich leider erwiesen, dass sie falsch lagen“, sagte sein Anwalt Nigel Dodds. Ein EDV-Spezialist wurde nach dieser Panne aus dem Polizeidienst entlassen.
Eine Woche nach dem Attentat bestand im Northern Ireland Grand Committee Einigkeit darüber, dass der im Karfreitagsabkommen verankerte Waffenstillstand durch den Vorfall in Whitley Bay von der IRA gebrochen wurde. Auch die Morde an dem IRA-Spion Eamon Collins und zwei Drogenhändlern im selben Halbjahr führten zu dieser Einschätzung. Der Waffenstillstand war eine Bedingung für die vorzeitige Entlassung von Untergrundkämpfern aus der Haft.
Im Oktober 2000 gewann McGartland seine Klage gegen den Zeitungsverlag Associated Newspapers, der in seinen Publikationen gemutmaßt hatte, der Anschlag auf McGartland sei auf Konflikte mit lokalen kriminellen Banden zurückzuführen. Dies entspricht auch dem anfänglichen Verdacht innerhalb der Polizei Northumbria.

## Bedrohung seiner Familie
Nach dem Waffenstillstand 1994 hatte McGartland Hoffnung, nach Belfast zurückkehren zu können.
Als er den Sinn-Féin-Präsidenten Gerry Adams fragte, ob dies gefahrlos möglich sei, antwortete dieser nur, das sei eine Sache zwischen ihm und der IRA. McGartland gibt an, seine Familie sei von Republikanern belästigt worden. Sein Bruder Joe wurde 1996 Opfer einer brutalen Prügelattacke durch einen IRA-Schlägertrupp, in deren Folge dieser für drei Monate im Rollstuhl sitzen musste.
Auch seine Schwester wurde bedroht.

## Verleugnung durch das Innenministerium
Obwohl er als einer der besten Agenten der Briten im Nordirlandkonflikt galt, sagte die britische Innenministerin Theresa May Anfang 2014 vor einem Gericht aus, dass sie weder bestätigen noch dementieren könne, dass McGartland jemals für den MI5 gearbeitet hat. Eine solche Erklärung gefährde sein Leben sowie die nationale Sicherheit. McGartland reagierte empört auf diese Aussage: „This is one of the daftest things I have ever heard; everyone who is interested knows my past. […] No current security interest is at stake.“ (deutsch: „Das ist das bescheuertste was ich jemals gehört habe. Jeder politikinteressierte Mensch kennt meine Vergangenheit. Es stehen keinerlei aktuelle Sicherheitsinteressen auf dem Spiel.“)
McGartland veröffentlichte zwei Bücher über sein Leben als Undercover-Agent. Eines davon wurde verfilmt. Außerdem gibt es sechs Fernsehdokumentationen und zahlreiche Zeitungsartikel über ihn. Die Behörden haben der BBC 1997 mitgeteilt, dass er aufgrund seiner Agententätigkeit unter Zeugenschutz stehe und umgesiedelt worden sei.
Es existieren Briefe, in denen britische Behörden – vertreten durch die Kanzlei Burton & Burton – gegenüber der BBC bestätigen, dass McGartland für sie unter dem Codenamen Agent Carol tätig war. Und während der MI5 in einem Schreiben eingesteht, dass McGartlands Leben ständig in Gefahr war, kommentierten sie gleichzeitig, „es sei nicht so, dass er dringend Polizeischutz oder unverzüglich eine neue Bleibe benötige“. Des Weiteren verkündete die Behörde in demselben Schreiben, McGartland erkläre sich bereit, eine neue Identität anzunehmen. Alle diese Aussagen waren mit der Polizei Northumbria abgestimmt. Der MI5 ist Mays Ministerium unterstellt, und sie selbst genehmigte McGartlands Antrag auf Zuteilung einer neuen Identität mit ihrer Unterschrift. Seine neue Identität und die seiner Lebensgefährtin werden vom MI5 zur Verfügung gestellt. Zudem kann McGartland ein Dokument vorweisen, in dem die nordirische Polizei (PSNI, vormals RUC) und die Polizei Northumbria eine Zusammenarbeit mit McGartland pauschal bestätigen und das vom MI5 nach dem Attentat vom 17. Juni unterzeichnet wurde.
Da er keinen Anspruch auf staatliche Sozialleistungen hatte, unterstützte ihn der MI5 anfangs finanziell. Diese Hilfe wurde zurückgezogen, nachdem McGartland dem Belfast Telegraph ein Interview gegeben hatte. McGartlands Reaktion: „Die Weigerung, meine Rolle als Informant zu bestätigen oder zu dementieren, ist nur ein Trick, um die Verantwortung des Staates gegenüber jemandem, der sein Leben für ihn auf’s Spiel gesetzt hat, von sich zu weisen.“

## Film
Im Jahre 2009 wurde der Film Fifty Dead Men Walking von Kari Skogland veröffentlicht, der grob auf McGartlands Biografie basiert. Der Brite Jim Sturgess ist in der Rolle McGartlands zu sehen. McGartland selbst distanziert sich von dem Werk mit folgenden Worten:

„The best way I can explain it in basic, blunt terms, is it’s as near to the truth as Earth is to Pluto. If a film is loosely based on someone’s life story, how does the audience know what’s true and what’s fiction?“

„Um es mit einfachen Worten zu sagen: Der Film ist so nah an der Wahrheit wie die Erde am Planeten Pluto. Wenn ein Film lose auf der Lebensgeschichte eines Menschen basiert, wie kann das Publikum dann wissen, was Wirklichkeit und was Fiktion ist?“

Weiterhin kritisiert er, dass die Regisseurin sich von der IRA habe beraten lassen. Er befürchtet, die IRA könne Einfluss auf die Dreharbeiten genommen haben. Kari Skogland bestreitet das. Neben ehemaligen IRA-Mitgliedern waren auch Vertreter der Polizei RUC am Set beratend für sie tätig.

## Werke
- Fifty Dead Men Walking. 1997, ISBN 1-85782-178-5.
- Dead Man Running. 1999, ISBN 0-8038-2005-4.